# Metal Addiction
| Recensione | Giudizio |
| ---------- | -------- |
| Ox-Fanzine | 7/10     |
| Rock Hard  | Positivo |

Copertina dell'edizione giapponese.

Metal Addiction - Punk Rockers Remaking Heavy Metal Hits è uno split album pubblicato dai Sun Eats Hours e dai Nicotine nel 2006 per Rude Records e Sky Records.

## Descrizione
L'album contiene reinterpretazioni in chiave punk rock di celebri canzoni heavy metal. Nasce come seguito dell'album Movie Addiction, pubblicato nel 2002 come split tra i Nicotine e i New Found Glory, in cui erano proposte cover di pezzi inclusi in film di culto. Le due band si erano conosciute durante un aftershow a Tokio, nel mezzo di un tour in Giappone del febbraio 2006: i Sun Eats Hours vennero contattati dalla Sky Records, etichetta dei Nicotine, e venne loro proposto di partecipare a un Movie Addiction 2; il cantante Lorenzi propose invece di fare cover di famose canzoni metal.
Le due edizioni del CD si differenziano, oltre che nella copertina, per la sequenza delle tracce: nell'edizione europea sono presentati prima i brani dei Sun Eats Hours, mentre in quella giapponese quelli dei Nicotine; inoltre l'ordine delle canzoni dei Nicotine si differenzia da una versione all'altra.

## Promozione
Il disco è stato presentato dai Sun Eats Hours il 25 novembre 2006 al Transilvania Live di Milano. Per la promozione i Sun Eats Hours si sono affidati anche a Marco Morini (della piattaforma di comunicazione Team World), che aveva conosciuto il gruppo grazie a Tommaso Ricci, stagista a Team World, e Stefano Mantegazza, bassista dei Finley.
Successivamente è stato pubblicato un videoclip per la cover di Rain, pubblicata come singolo, che ha visto l'apparizione su All Music, Rock TV e Match Music Per promuovere il disco hanno fatto un tour attraverso Italia, Germania, Spagna e Giappone.

## Accoglienza
L'album ha ottenuto recensioni sia positive che negative o miste, scontando la difficoltà di confrontarsi con artisti di grande fama e dal genere diverso. In generale la prestazione dei Sun Eats Hours è stata rilevata come migliore e più attinente alle intenzioni del disco.

## Tracce
Edizione europea (Sun Eats Hours vs Nicotine)
1. Sun Eats Hours – Rain – 4:09 (The Cult)
2. Sun Eats Hours – Enter Sandman – 3:41 (Metallica)
3. Sun Eats Hours – Kickstart My Heart – 3:31 (Mötley Crüe)
4. Sun Eats Hours – Digging the Grave – 3:01 (Faith No More)
5. Sun Eats Hours – Ace of Spades – 2:22 (Motörhead)
6. Sun Eats Hours – You Shook Me All Night Long – 3:27 (AC/DC)
7. Nicotine – Valhalla – 3:49 (Blind Guardian)
8. Nicotine – Future World – 3:45 (Helloween)
9. Nicotine – It's My Life – 2:54 (Bon Jovi)
10. Nicotine – I Remember You – 4:44 (Skid Row)
11. Nicotine – The Final Countdown – 3:46 (Europe)
12. Nicotine – I Was Made for Lovin' You – 3:13 (Kiss)

Durata totale: 42:22
Edizione giapponese (Nicotine x Sun Eats Hours)
1. Nicotine – It's My Life – 2:54 (Bon Jovi)
2. Nicotine – I Was Made for Lovin' You – 3:13 (Kiss)
3. Nicotine – Future World – 3:45 (Helloween)
4. Nicotine – I Remember You – 4:44 (Skid Row)
5. Nicotine – Valhalla – 3:49 (Blind Guardian)
6. Nicotine – The Final Countdown – 3:46 (Europe)
7. Sun Eats Hours – Rain – 4:09 (The Cult)
8. Sun Eats Hours – Enter Sandman – 3:41 (Metallica)
9. Sun Eats Hours – Kickstart My Heart – 3:31 (Mötley Crüe)
10. Sun Eats Hours – Digging the Grave – 3:01 (Faith No More)
11. Sun Eats Hours – Ace of Spades – 2:22 (Motörhead)
12. Sun Eats Hours – You Shook Me All Night Long – 3:27 (AC/DC)

Durata totale: 42:22

## Date di pubblicazione
| Paese    | Data             | Formato | Etichetta Discografica  | Edizione                                      |
| -------- | ---------------- | ------- | ----------------------- | --------------------------------------------- |
| Giappone | 15 novembre 2006 | CD      | Sky Records (SKYR-0090) | Japanese Edition (Nicotine x Sun Eats Hours)  |
| Europa   | 23 novembre 2006 | CD      | Rude Records (RDR 029)  | European Edition (Sun Eats Hours vs Nicotine) |

## Formazione
Formazione come da libretto.
Sun Eats Hours
- Francesco "The President" Lorenzi – voce, chitarra
- Matteo "Lemma" Reghelin – basso
- Riccardo "Trash" Rossi – batteria
- Gianluca "Boston" Menegozzo – chitarra, cori

Nicotine
- Howie – voce
- Yasu – chitarra
- Full – basso
- Naoki – batteria

Musicisti aggiuntivi
- Sguario – assolo di chitarra (traccia 6)

Produzione
- Francesco Lorenzi – mixaggio
- Maurizio Baggio – produzione artistica, registrazione, mastering, ingegneria del suono, mixaggio
- Hanae Saito – registrazione
- Shigeo "Jones" Kikuchi – fotografie
- Andrea Borgo – copertina